# Ян Томаш Кудельський

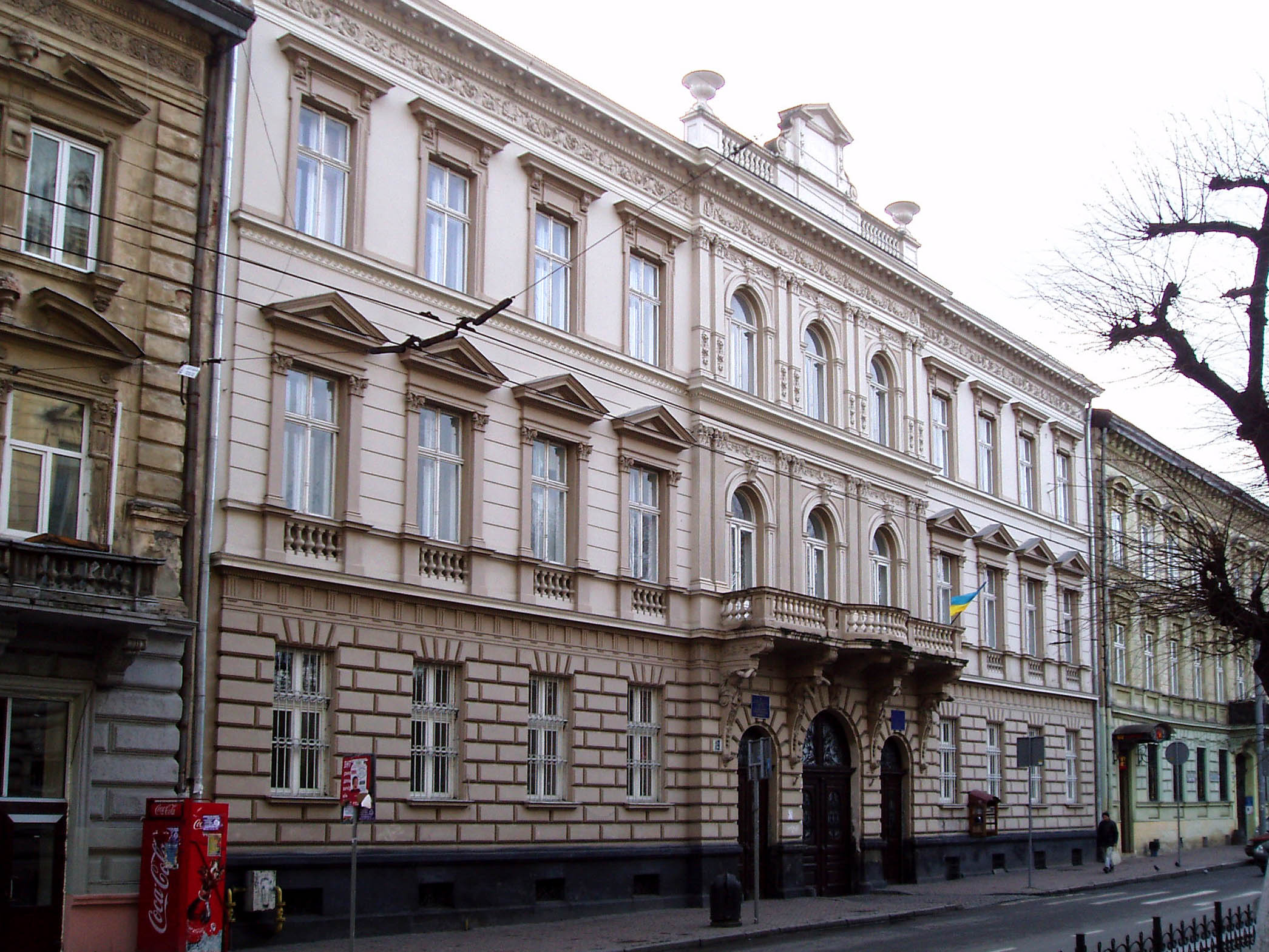
Будинок на вулиці Січових Стрільців, 19 у Львові

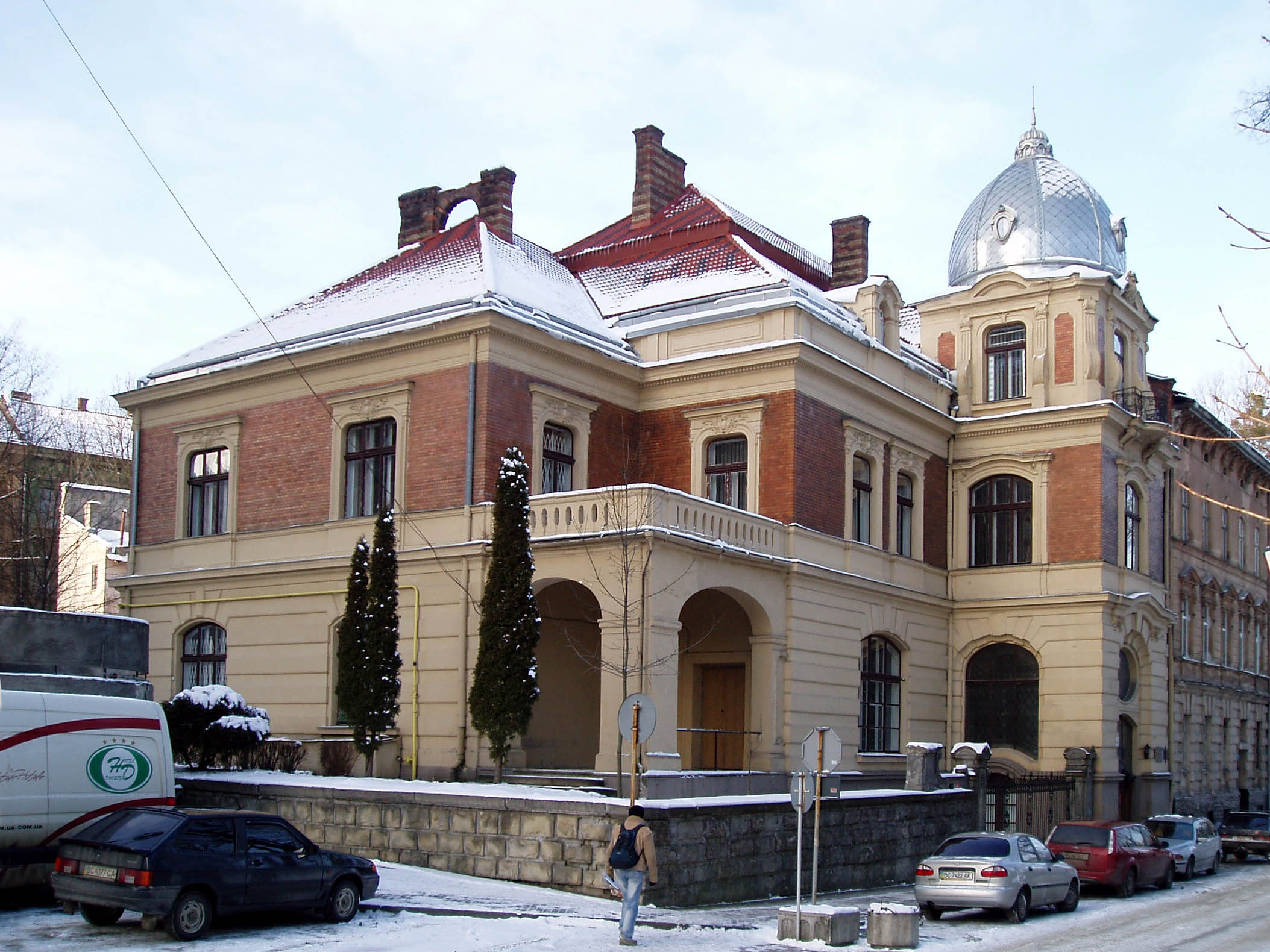
Дім на вулиці Матейка, 4 у Львові

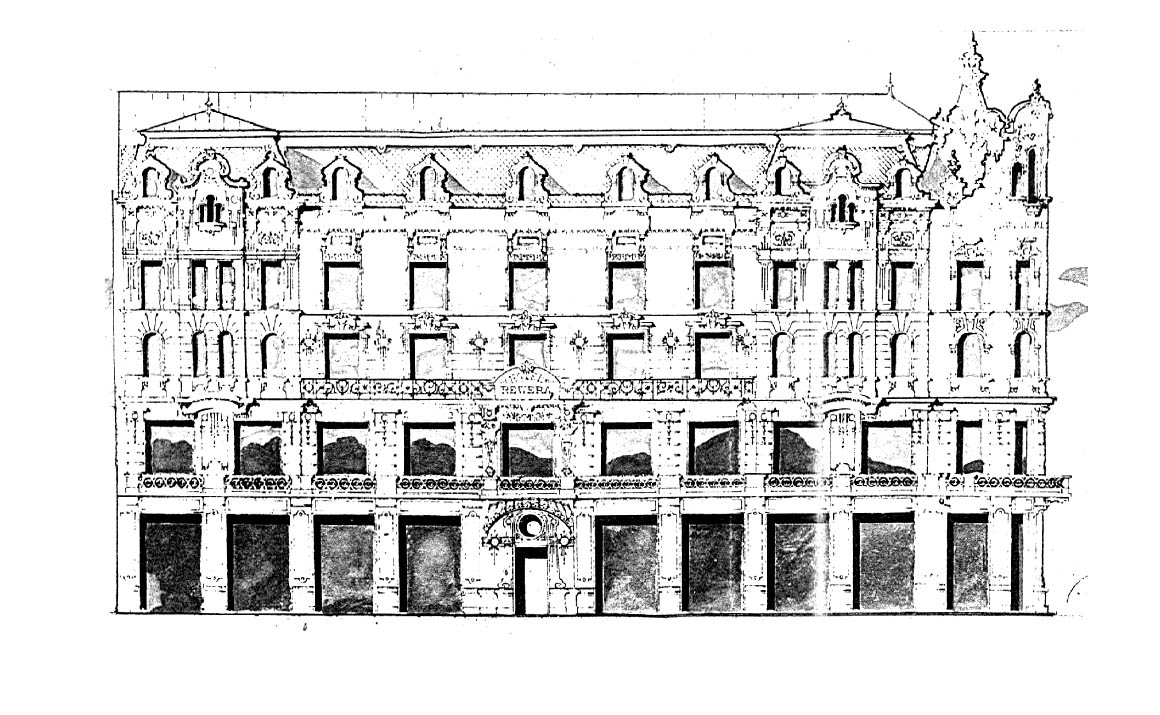
Нереалізований проєкт будинку С. Хованця в Станиславові

Ян То́маш Куде́льський (пол. Jan Tomasz Kudelski; 21 грудня 1861, Будзиська — 1937, Варшава) — архітектор. Працював у Львові та Станиславові (Івано-Франківську).

## Біографія
Народився в селі Будзиська (нині Свентокшиське воєводство) в сім'ї бідного шляхтича Ігнація Кудельського. Мав двох рідних братів і сестру. Разом із братами навчався в середній школі у Львові, під опікою родича Тадеуша Скалковського — львівського адвоката. Навчався у Львівській політехніці протягом 1880–1885 років. У 1888–1890 роках працював під керівництвом Юліана Захаревича. Від 1889 року член Політехнічного товариства у Львові. У 1897 році обраний до правління станиславівського відділу товариства. У 1889–1890 роках асистент на кафедрі нарисної геометрії в Політехніці. У 1890–1893 роках був керівником архітектурного бюро фірми Івана Левинського. Викладав у львівській Художньо-промисловій школі. Брав участь у Будівельній виставці у Львові (1892). 1893 року був призначений керівником будівництва Головної дирекції залізниць Станиславова (нині Івано-Франківськ). По завершенню будівництва замешкав у Станиславові і працював за фахом до 1919 року. Організував власну будівельну фірму, що діяла до початку Першої світової війни. На початку війни був інтернований австрійською владою до табору Талергоф. Причиною послужило те, що Кудельський формально був російським підданим. Звільнений за станом здоров'я. У 1916–1917 роках був членом групи архітекторів, що займалися повоєнною відбудовою Галичини. 1919 року переїхав до Варшави, перейшов на службу в Міністерство публічних робіт. Під час роботи у міністерстві фактично припинив проєктування споруд. Брав учась у роботі журі з оцінки проєктів будинків: Міністерства релігійних конфесій і народної освіти (1927), Ягеллонської бібліотеки у Кракові (1928), Міністерства закордонних справ (1929), Міністерства публічних робіт (1929), костелу Провидіння у Варшаві (1930). 1927 року, як делегат Міністерства публічних робіт, увійшов до складу правління Фонду військового квартирування. Вийшов на пенсію 1930 року. Був одружений із Ольгою Вільчинською, мав доньку Анну. Помер у Варшаві 1937 року.
У своїй творчості застосовував найрізноманітніші стилі періоду історизму. Створив ряд проєктів у стилях неоренесансу, необароко, неорококо. Також відомі будівлі з використанням елементів народного карпатського будівництва. У гробівці Цетнерів-Кшечуновичів на Личаківському цвинтарі застосував елементи неоготики і неороманського стилів. Виготовив ряд проєктів вівтарів у неоготичному стилі для монастиря Святого Серця у Львові, парафіяльного костелу в селі Гніздичів, архітектурні елементи вівтарів у монастирі згромадження отців Воскресенців у Львові (не збережені). Під час проживання у Станиславові в другій половині 1910-х років проєктував будівлі у стилі сецесії.

## Будівлі

### Львів
- Вілла на вул. Солодовій, 8 (1888); на вул. Лисенка, 34 (1889); Котляревського, 33 і 38 (1890–1892); вілла Леона Пінінського на вул. Матейка, 4 (1892).
- Каплиця Кшечуновичів і Цетнерів на Личаківському цвинтарі, т. зв. «Каплиця з химерами»(1891).
- Прибутковий будинок Яна Слівінського на вулиці Коперника, 16 (1888); Л. Бачевського на вул. Словацького, 8, 10 (1892–1894).
- Будинок К. Понінського на вул. Січових Стрільців, 19 (1892–1894).
- Перебудова друкарні Піллерів на прибутковий будинок із оздобленням стилізованим під рококо. на (вул. Личаківська, 3 1893).
- Перебудова палацу Сєменських-Левицьких у Львові на вул. Пекарській, 19.
- Перебудова сиротинця святого Йосифа на вулиці Пекарській, 61 (1893).

### Івано-Франківськ
- Будинок товариства «Сокіл» на площі Міцкевича, 2. Первинний ескізний проєкт 1894 року виконано Каролем Зарембою і потім ймовірно видозмінено Кудельським під час спорудження.
- Будинок повітової ради (1894—1895, тепер будинок профспілок).
- Будинок Яна Кенігсфельда на вул. Грушевського, 9 (1902–1903).
- Філія Краківського товариства взаємного страхування «Флоріанка» на вул. Грушевського, 7 (1904).
- Спільна з Карелом Боубліком участь у спорудженні пасажу Гартенбергів між кам'яницями на вулицях Незалежності, Галицькою і Сотника Мартинця в Івано-Франківську. Проєкт бюро Фельнера і Гельмера від 1903 року, спорудження тривало протягом червня-грудня 1904 під наглядом Антонія Рудольфа Фляйшля.[7]
- Будинок доктора Маєвського на вул. Шпитальній, 7 (1904–1905).
- Будинок на вул. Незалежності, 16 (1905–1906, Я. Т. Кудельський ймовірний автор).
- Австро-Угорський банк на вул. Грушевського, 4 (1907).
- Реконструкція у стилі сецесії Пасажу Гартенбергів, на вул. Незалежності, 3 (1907).
- Головна пошта на вул. Січових Стрільців, 15 (1908).
- Будинок Добруцького на вул. Чорновола, 26 (1904).
- Будинок жіночої школи ім. Емілії Плятер та чоловічої ім. Григорія Пірамовича на вул. Матейка, 34. Початковий проєкт Кудельський розробив 1914 року. Будівництво розпочато лише після Першої світової війни і зупинено у 1923 році ймовірно через економічну кризу. 1928 року будівництво продовжив Станіслав Треля, переробивши проєкт, надавши йому рис неокласицизму.[8]
- Нереалізований проєкт дому Станіслава Хованця на нинішній вул. Незалежності (1909). Стилістично належить до необароко з елементами сецесії. Нині на його місці будинок, зведений за проєктом Фридерика Януша.

### Інші населені пункти
- Розбудова костелу в Єзуполі, Івано-Франківської області. Було підвищено наву і додано дві бічні, що перетворило храм на базиліку. Надбудовано вежу і оздоблено в необароковому стилі.[9]
- Проєкт вівтаря і дверей для костелу в Кохавині.[9]